# 英迪拉·巴伊拉莫維奇
英迪拉·巴伊拉莫維奇（Indira Bajramović）是波斯尼亚和黑塞哥维那的一位羅姆人，為羅姆人權利運動者、羅姆女性協會「美好未來」的會長，致力於向該國的羅姆村莊提供物資，並爭取羅姆人的平權，推動羅姆人接受教育與參與公共事務，其中她特別關心羅姆女性失業與受到家庭暴力的議題。

## 權利運動
巴伊拉莫維奇與其組織（羅姆女性協會「美好未來」，總部位於圖茲拉）為波斯尼亚和黑塞哥维那的羅姆人村莊提供食物、衛生用品與文具，此外也為貧窮的羅姆婦女提供乳癌篩檢等醫療檢測。COVID-19疫情期間她與波斯尼亚和黑塞哥维那羅姆女性團體、圖茲拉社區基金會、國際以馬忤斯團結論壇等非政府組織合作，為基塞利亞克一帶的羅姆人社區提供食物等援助，一天發放數百份餐食，並參與建立足球場和修建河道的的計畫。她指出疫情期間羅姆兒童參與線上課程的比例較低、家庭暴力上升、且醫療也有不平等的情形（如缺乏檢測）。

## 參選
2020年，巴伊拉莫維奇受政黨波斯尼亞和黑塞哥維那美好未來聯盟提名參選圖茲拉市議員，但未能當選，當屆全國參選的20名羅姆女性無人當選，相較之下參選的47名羅姆男性有6人當選，巴伊拉莫維奇認為原因包括女性僅投身社區工作而不擅宣傳，以及許多新政黨參選造成選票分散，她希望日後羅姆人能在各選區推出一人參選以集中選票，但仍對此次參選的羅姆人較往屆為多表示肯定。

## 獲獎
2019年，巴伊拉莫維奇獲歐盟頒發的歐盟羅姆融合獎（EU Award for Roma Integration）。